# John Atta Mills
John Atta Mills (1944. július 21. – 2012. július 24.) (teljes nevén John Evans Fifii Atta Mills) ghánai politikus, Ghána elnöke 2009. január 7-től haláláig.
1997 és 2001 között Ghána alelnöke, 2009-től haláláig Ghána elnöke volt.